# Риддерстроле, Юнас
Юнас Риддерстроле (родился 26 августа 1966) — шведский бизнес-спикер, мыслитель и писатель, наиболее известен своей книгой «Бизнес в стиле фанк — капитал пляшет под дудку таланта». В настоящее время он является приглашенным профессором бизнес-школы Эшридж и бизнес-школы IE

## Происхождение
Юнас Риддерстроле родился в 1966 году. Кроме него в семье было два младших брата. Он вырос в Стаффансторпе в южной Швеции. Позже он переехал в Стокгольм, где он в настоящее время живет с женой и двумя детьми.

## Образование и академическая карьера
Юнас Риддерстроле учился в Стокгольмской школе экономики. Он имеет степень магистра и докторскую степень в области международного бизнеса. Его докторская диссертация, на тему глобальных инноваций, 1996 года описывает тему исследований в транснациональных корпорациях. Он занимался исследованиями и писал диссертацию в Институте международного бизнеса при Стокгольмской школе экономики, где у него был наставник ныне покойный профессор Гуннар Хедлунд. С 2004 году он работал в Великобритании и Испании.

## Автор книг
Бизнес в стиле фанк: капитал пляшет под дудку таланта был опубликован в 2000 году, и эта книга вошла в число 16 лучших бизнес-книг всех времен по оценке издательства Блумсбери. Сиквелы, караоке-капитализм: менеджмент для человечества , бизнес в стиле фанк навсегда: Как пользоваться капитализмом, он также написал книгу : описание рецептов, Как сделать это в новом мире коммерции (все три книги в соавторстве с Кьелл А. Нордстрем). В 2008, издательство Вайли опубликовано новую книгу Юнаса Риддерстроле активизация корпораций: как Лидеры делают перемены (в соавторстве с Марком Уилкоксом). Его книги были переведены на более чем 30 языков.
С середины 1990-х Юнас Риддерстроле работал как профессиональный оратор с выступлениями по всему миру. Он также является совладельцем и председателем Swedish Management Group — Mgruppen, фирмы для обучения менеджменту и развития компаний.

## Награды
В 2000 году Юнас Риддерстроле был признан в Швеции выдающимся молодым ученым года МПМ Швеции. В 2007 году он получил итальянскую премию Nobel Colloquia за «лидерство в бизнесе и экономическом мышлении».
В 2009 году он вошел в рейтинг Thinkers 50,под номером 23.

## Публикации
- Бизнес в стиле фанк. Капитал пляшет под дудку таланта
- Караоке-капитализм. Менеджмент для человечества
- Бизнес в стиле фанк навсегда. Капитализм в удовольствие

## Цитаты
Умение организовать работу — это искусство достижения выдающихся результатов с помощью обычных сотрудников.

## ссылки
- JonasRidderstrale.com — официальный сайт